# Capasa plagicosta
Capasa plagicosta là một loài bướm đêm trong họ Geometridae.